# Station Międzylesie
Station Międzylesie is een spoorwegstation in de Poolse plaats Międzylesie.